# The Crystal Ship
 (septembre 2020).
Si vous disposez d'ouvrages ou d'articles de référence ou si vous connaissez des sites web de qualité traitant du thème abordé ici, merci de compléter l'article en donnant les références utiles à sa vérifiabilité et en les liant à la section « Notes et références ».
Pistes de The Doors
Soul Kitchen
(2) Twentieth Century Fox
(4)
The Crystal Ship est une chanson des Doors qui apparaît sur leur premier album, The Doors, sorti en 1967. La chanson est aussi parue en face B du single Light My Fire.
Ce morceau est considéré comme une chanson d'adieu de Jim Morrison à son premier amour, Mary Werbelow. D'après John Densmore (coauteur) : « Jim a écrit The Crystal Ship pour Mary Werbelow en 1964, une petite amie avec laquelle il était en train de rompre, dans son fameux carnet de poésie qu'il possédait lorsque nous nous sommes formés. [...] C'était une chanson d'amour et d'adieu. »
Une autre version veut que cette chanson soit dédiée à la petite amie de Jim Morrison : Pamela Courson, celle qu'il a toujours aimée mais qu'il a trompée de nombreuses fois avant de revenir vers elle. The Crystal Ship (Le Vaisseau de Cristal) évoque sa vie de star du rock, dans laquelle il a la possibilité de posséder toutes les filles qu'il désire mais qu'il n'aimera jamais puisque son amour est pour Pamela Courson.